# 폭스바겐 이오스

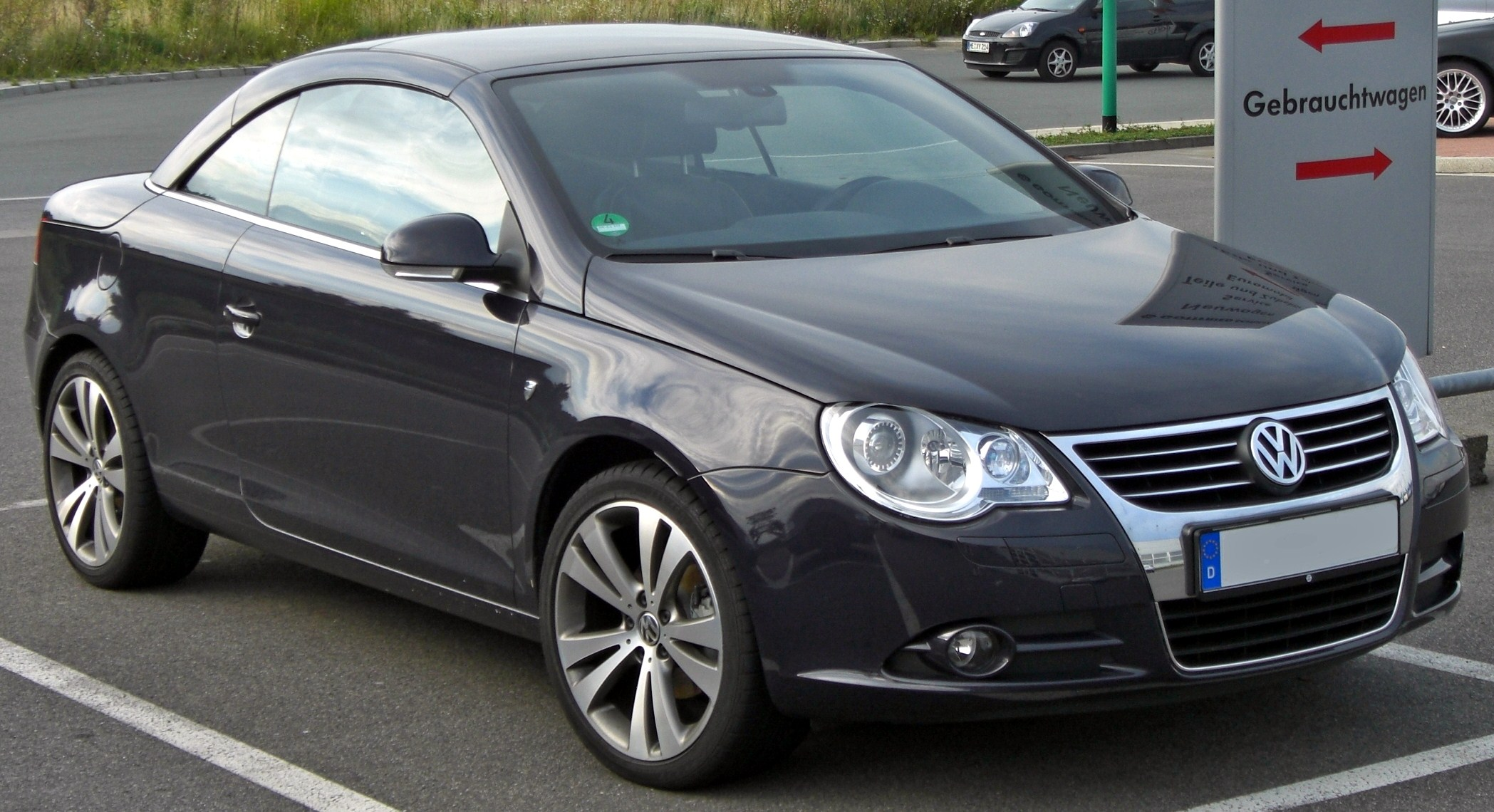
폭스바겐 이오스(전기형) 정측면

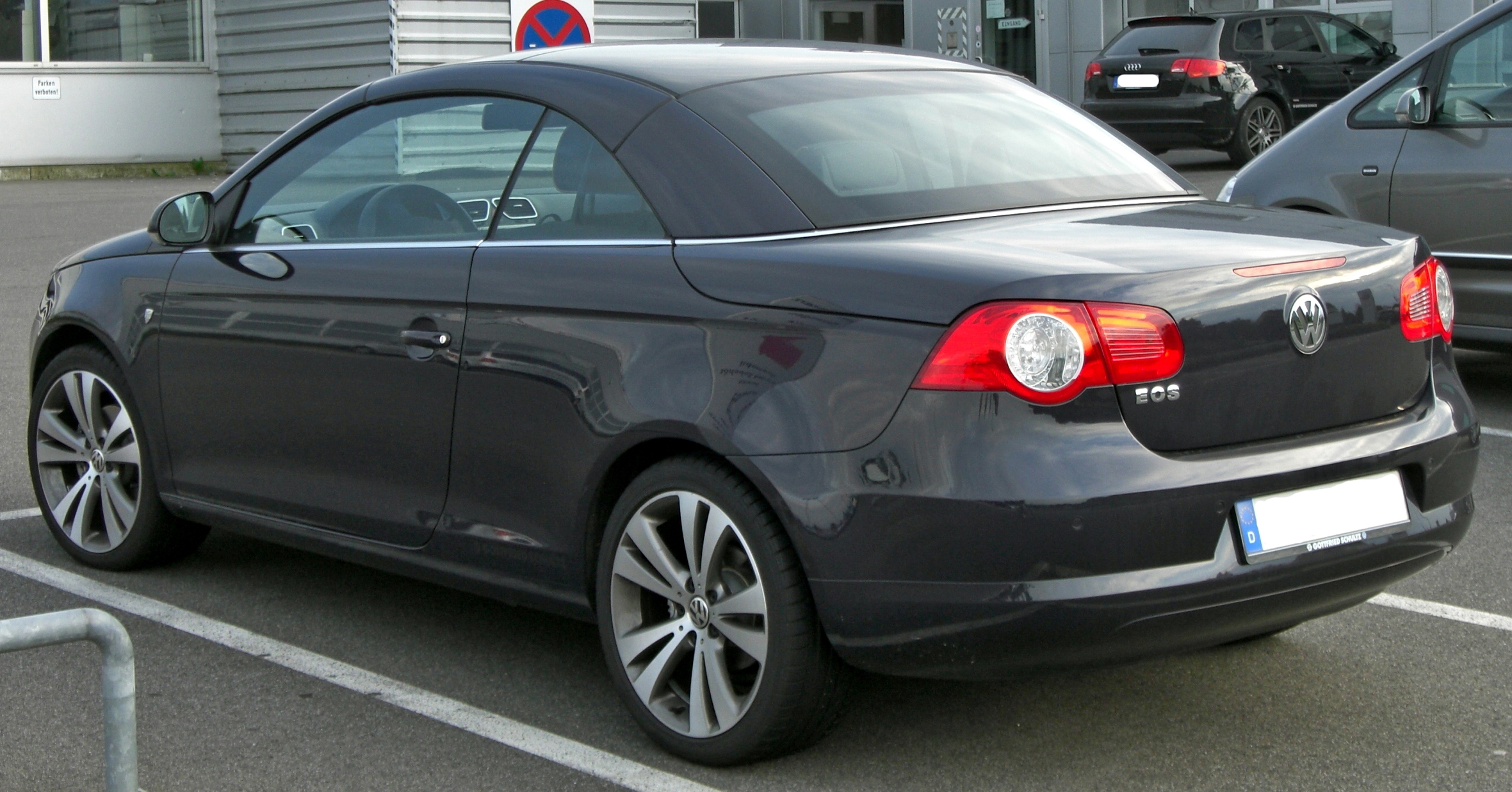
폭스바겐 이오스(전기형) 후측면

폭스바겐 이오스(Volkswagen EOS)는 독일의 자동차 회사인 폭스바겐이 생산했던 스포츠 하드탑 컨버터블이다. 차명인 이오스는 그리스 신화에 나오는 새벽의 여신인 에오스에서 유래하였다. 2004년에 제네바 모터쇼에서 컨셉트 C라는 이름으로 콘셉트 카가 공개되었고, 2005년 9월에 프랑크푸르트 국제 모터쇼에서 양산형이 공개되었다. 이후 2006년에 정식 출시되었다. 5세대와 6세대 골프와 동일한 전륜구동 기반 플랫폼인 PQ35를 베이스로 제작되었다. 하지만 골프의 컨버터블 버전인 골프 카브리올레와는 별도의 모델로 독립된 차량이다. 대신 5세대 골프에는 카브리올레 라인업이 없었다. 2010년에 페이스 리프트를 거쳐 헤드램프와 테일램프, 전면 범퍼, 후면 범퍼 및 사이드 미러, 휠 등이 변경되었다. 2011년에 6세대 골프에 카브리올레 라인업이 부활했음에도 병행 생산되었다. 그러나 불운하게도 판매되는 기간 내내 실적 부진에 시달리다가 결국 2015년에 골프 카브리올레와 통합되는 형태로 단종되었다. 대한민국에서는 2007년부터 2010년까지 전기형 모델이 판매되었으며 골프 5세대 GTI와 파워트레인을 공유하는 2.0 터보 가솔린 모델이 판매되었다.

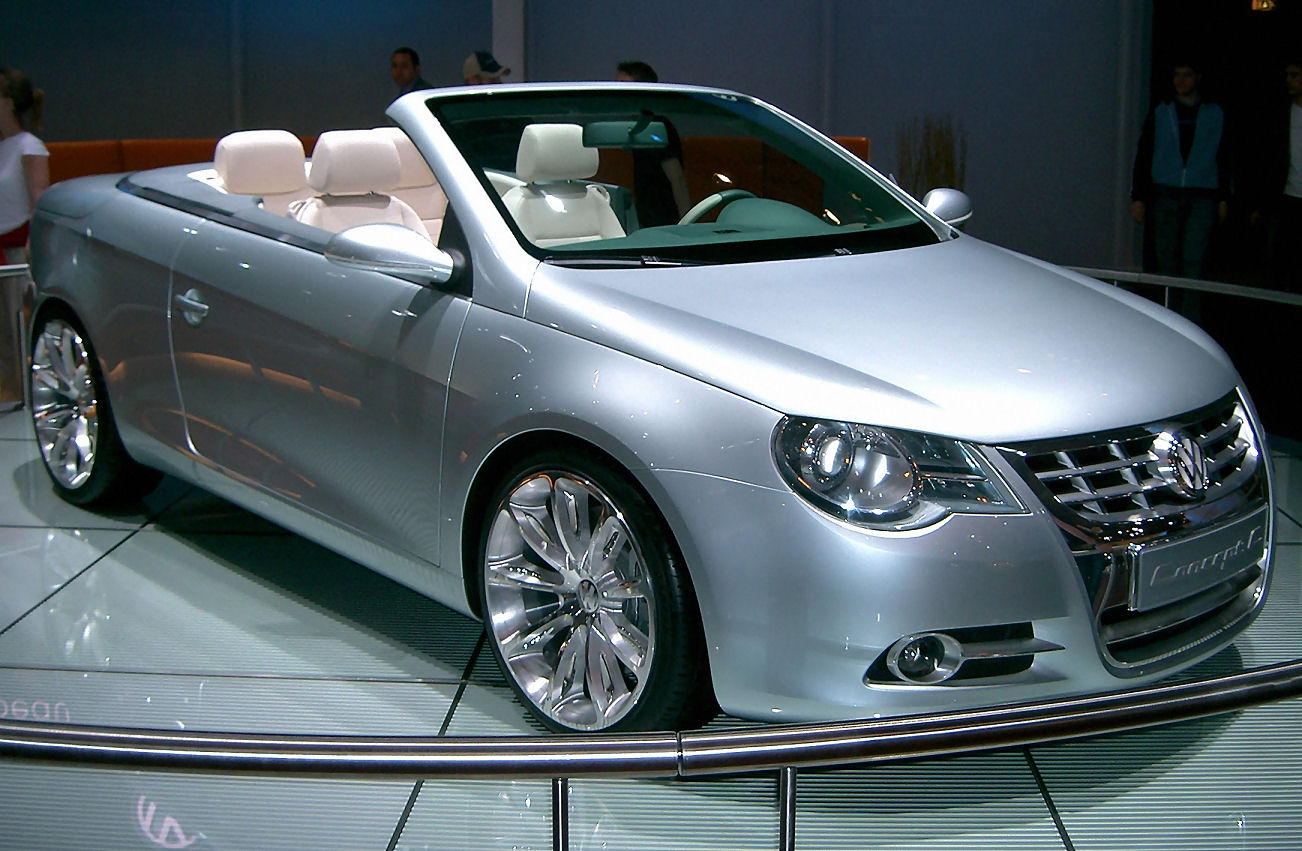
폭스바겐 컨셉트 C 정측면
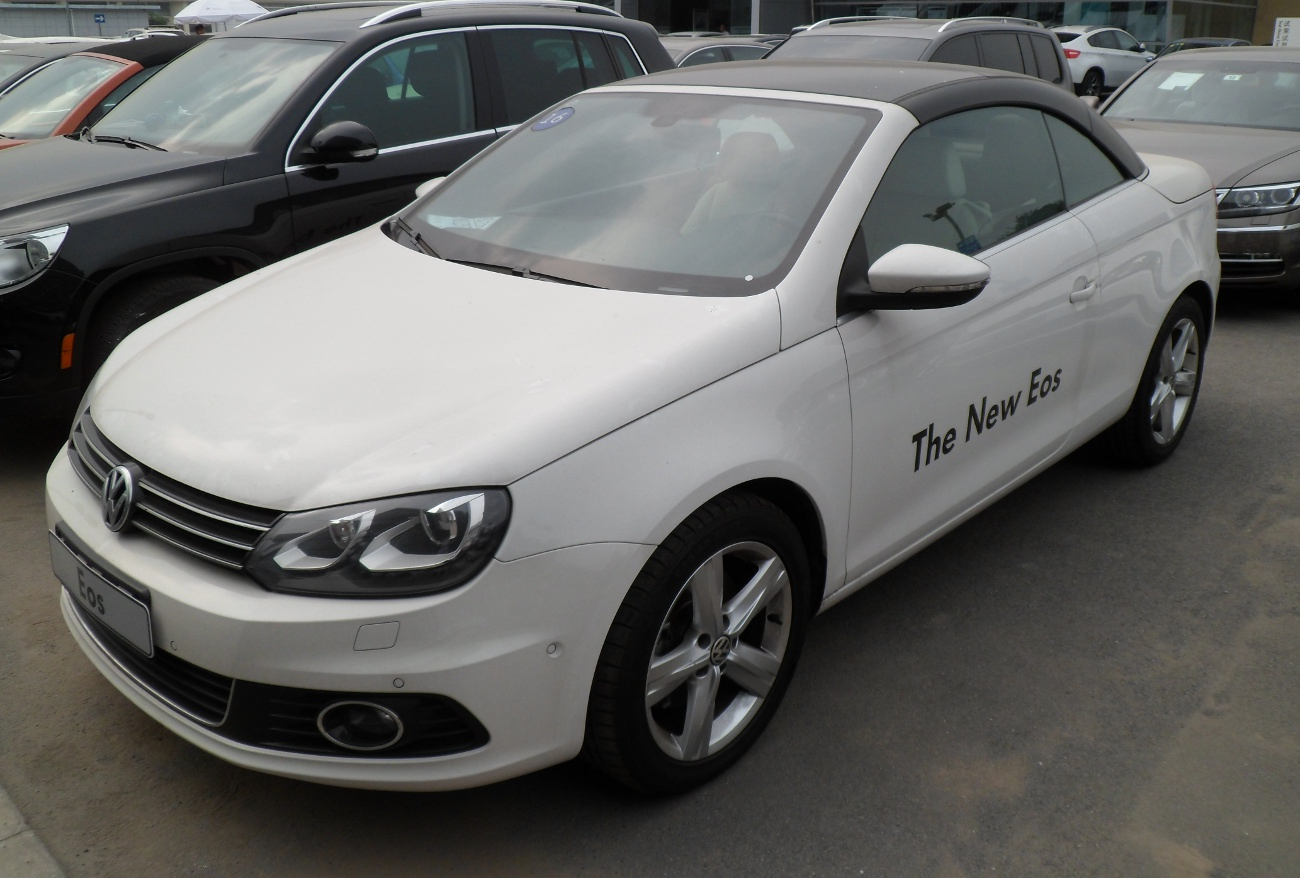
폭스바겐 이오스(후기형) 정측면
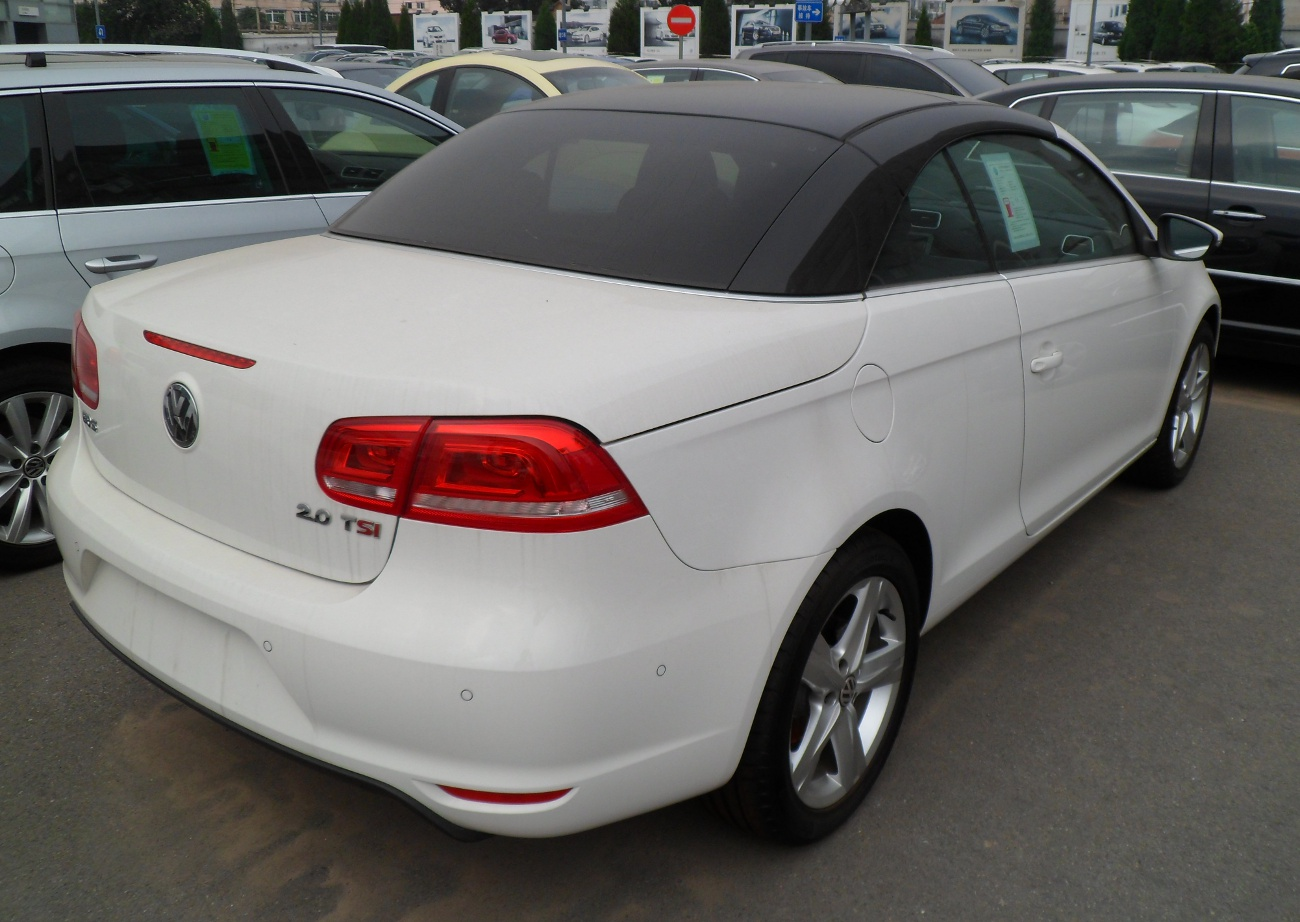
폭스바겐 이오스(후기형) 후측면